# 제주문화예술재단
제주문화예술재단은 제주특별자치도에 있는 문화 예술 재단이다.

## 연혁
- 2001년 4월 25일 재단 설립 및 초대 양창보 이사장 취임.